# 彦崎駅

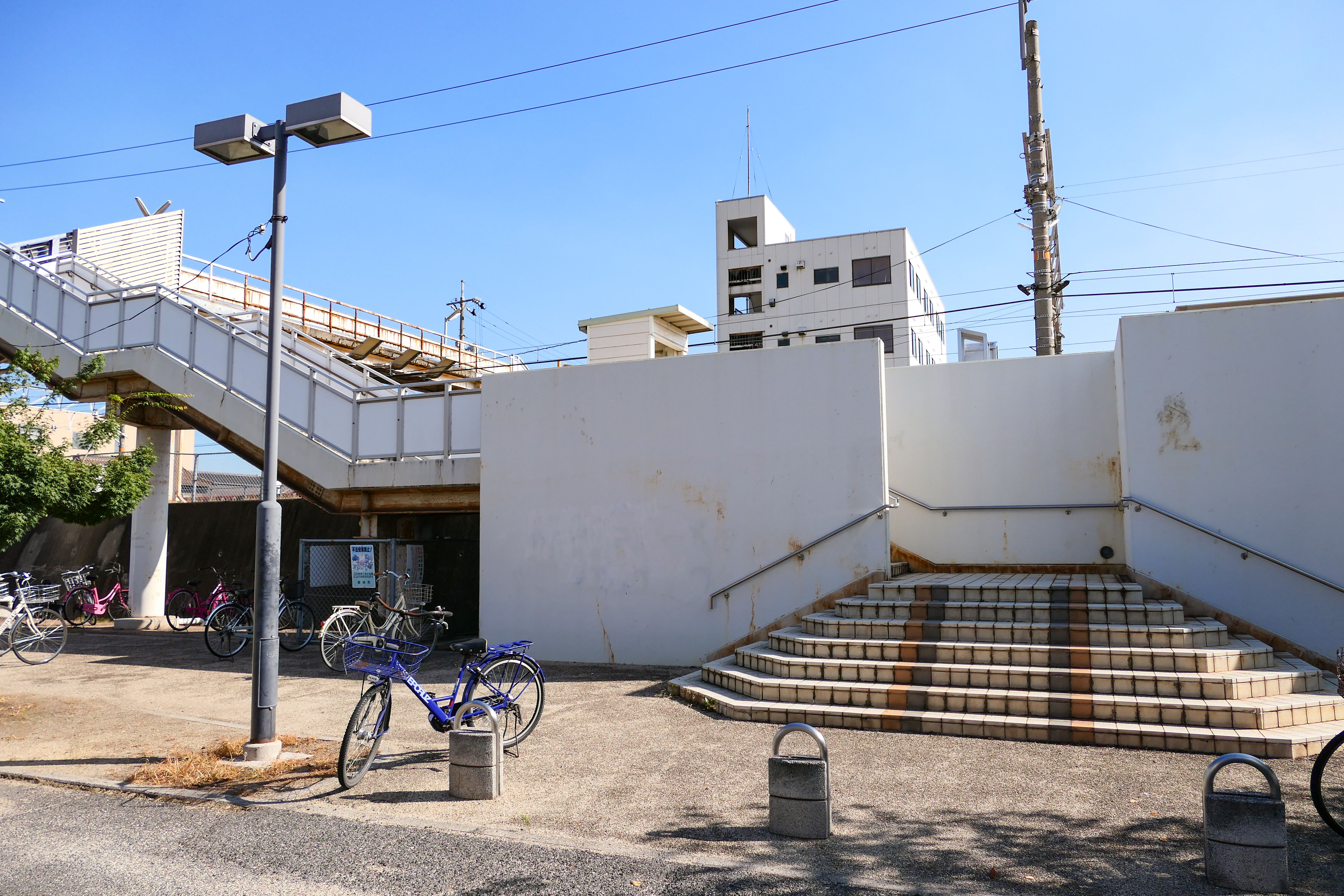
駅南側（2023年7月）

彦崎駅（ひこさきえき）は、岡山県岡山市南区彦崎にある、西日本旅客鉄道（JR西日本）宇野線（宇野みなと線）の駅である。駅番号はJR-L09。

## 歴史
- 1910年（明治43年）6月12日：国有鉄道宇野線開業と同時に、味野駅（あじのえき）として設置[1]。
  - 当時の所在地表示は岡山県児島郡灘崎村彦崎であった[要出典]。
- 1914年（大正3年）7月1日：彦崎駅に改称[1]。
- 1949年（昭和24年）4月1日：灘崎村が町制施行して灘崎町となり、所在地表示が岡山県児島郡灘崎町彦崎になる[要出典]。
- 1960年（昭和35年）10月1日：宇野線電化完成。電車の運転開始。
- 1961年（昭和36年）9月1日：宇野線の単線自動化。
- 1970年（昭和45年）
  - 4月5日：宇野線CTC化完成。貨物の取り扱いを廃止[1]。
  - 4月30日：宇野線の手小荷物運搬電車運転終了（茶屋町駅 - 宇野駅間の途中駅での荷物扱い廃止）。
  - 5月1日：荷物の取扱を廃止[2]。無人駅となり[3]、駅前の商店に簡易委託化[4]。
- 1987年（昭和62年）
  - 3月23日：当駅を含む岡山駅 - 宇野駅間に213系電車を使用した快速「備讃ライナー」の運転開始。
  - 4月1日：国鉄分割民営化により、西日本旅客鉄道（JR西日本）の駅となる[1]。
- 1988年（昭和63年）4月10日：瀬戸大橋開通。本四備讃線が開業し快速「マリンライナー」などが運転開始。同時に岡山駅 - 宇野駅間の快速「備讃ライナー」は廃止。
- 2005年（平成17年）3月22日：灘崎町が岡山市に編入され、所在地表示が岡山県岡山市灘崎町彦崎になる[要出典]。
- 2009年（平成21年）4月1日：岡山市が政令指定都市に移行し、所在地表示が岡山市南区灘崎町彦崎になる[要出典]。
- 2010年（平成22年）3月22日：灘崎町合併特例区の廃止に伴い、所在地表示が岡山市南区彦崎になる。
- 2019年（平成31年）3月16日：始発列車より茶屋町駅 - 宇野駅間でも「ICOCA」などの全国相互利用対象のIC乗車カードが利用できるようになり、全線がIC乗車カード「ICOCA」のエリアとなっている。よって、当駅も簡易型ICカード改札を2か所が設置された。

## 駅構造

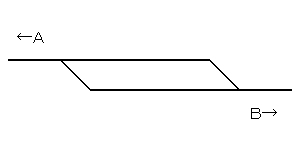
構内配線図 A:茶屋町 B:宇野(上方向が北側)

相対式ホーム2面2線を持ち、列車交換が可能な地上駅。両ホームは跨線橋で連絡している。出入口は、2か所で両側ホームの中央付近にそれぞれある（表口、駅前ロータリーがあるのは下りホーム側）。交換設備があるが、安全側線は設置されていない。
児島駅管理の無人駅だが、上下線ホームそれぞれに待合所がある。
早朝に岡山から当駅折り返しの回送列車が1本設定されている。これはダイヤの都合上、隣の茶屋町駅でサンライズ瀬戸を待避することができないため当駅まで回送される。この車両は再び茶屋町駅まで回送された後、茶屋町 - 宇野間の区間運転列車として使用される。

### のりば
| のりば | 路線         | 方向 | 行先             |
| ------ | ------------ | ---- | ---------------- |
| 1      | 宇野みなと線 | 上り | 茶屋町・岡山方面 |
| 2      | 宇野みなと線 | 下り | 宇野方面         |

- 上記の路線名は旅客案内上の呼称（愛称）で表記している。

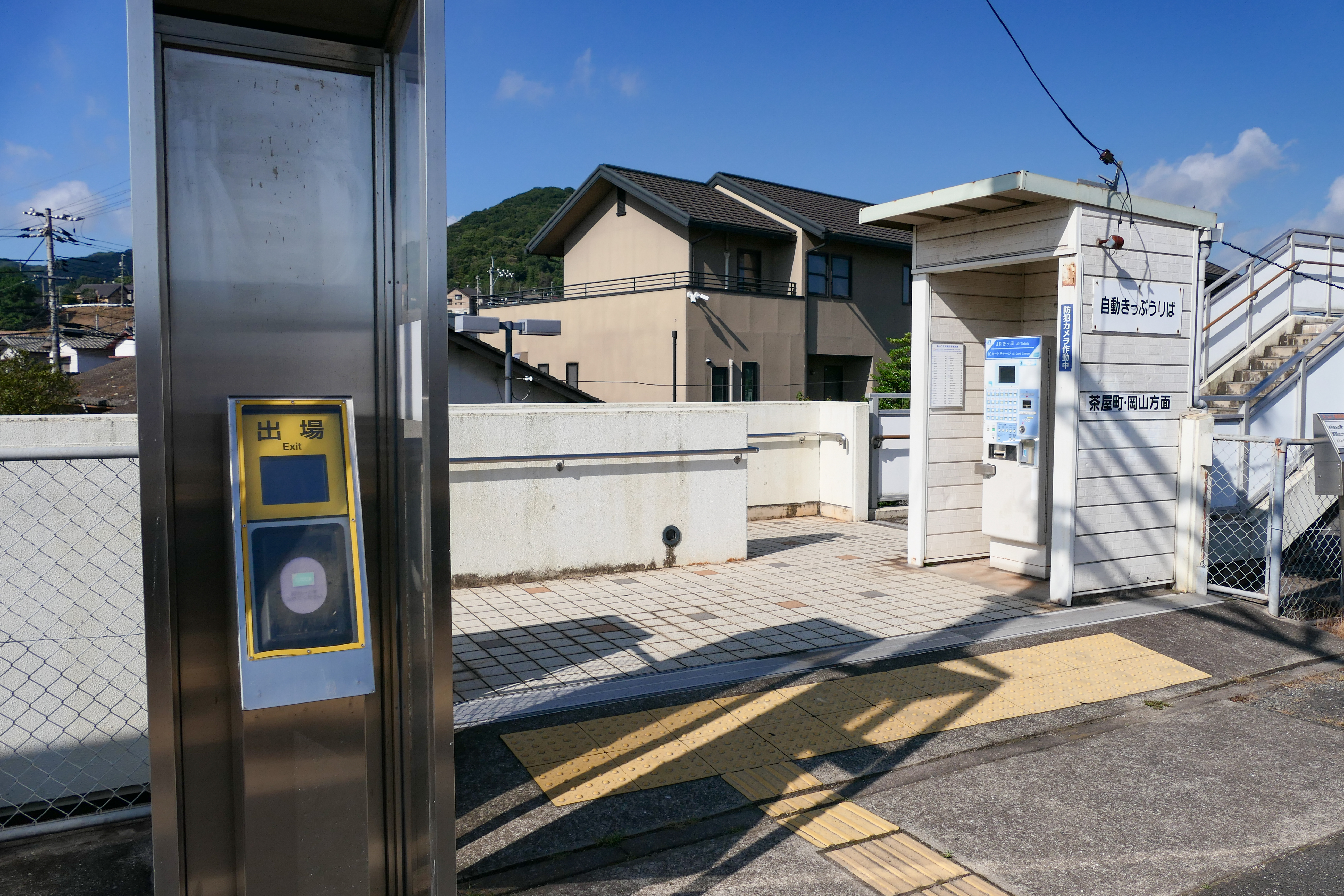
ICカード改札と自動券売機（2023年7月）
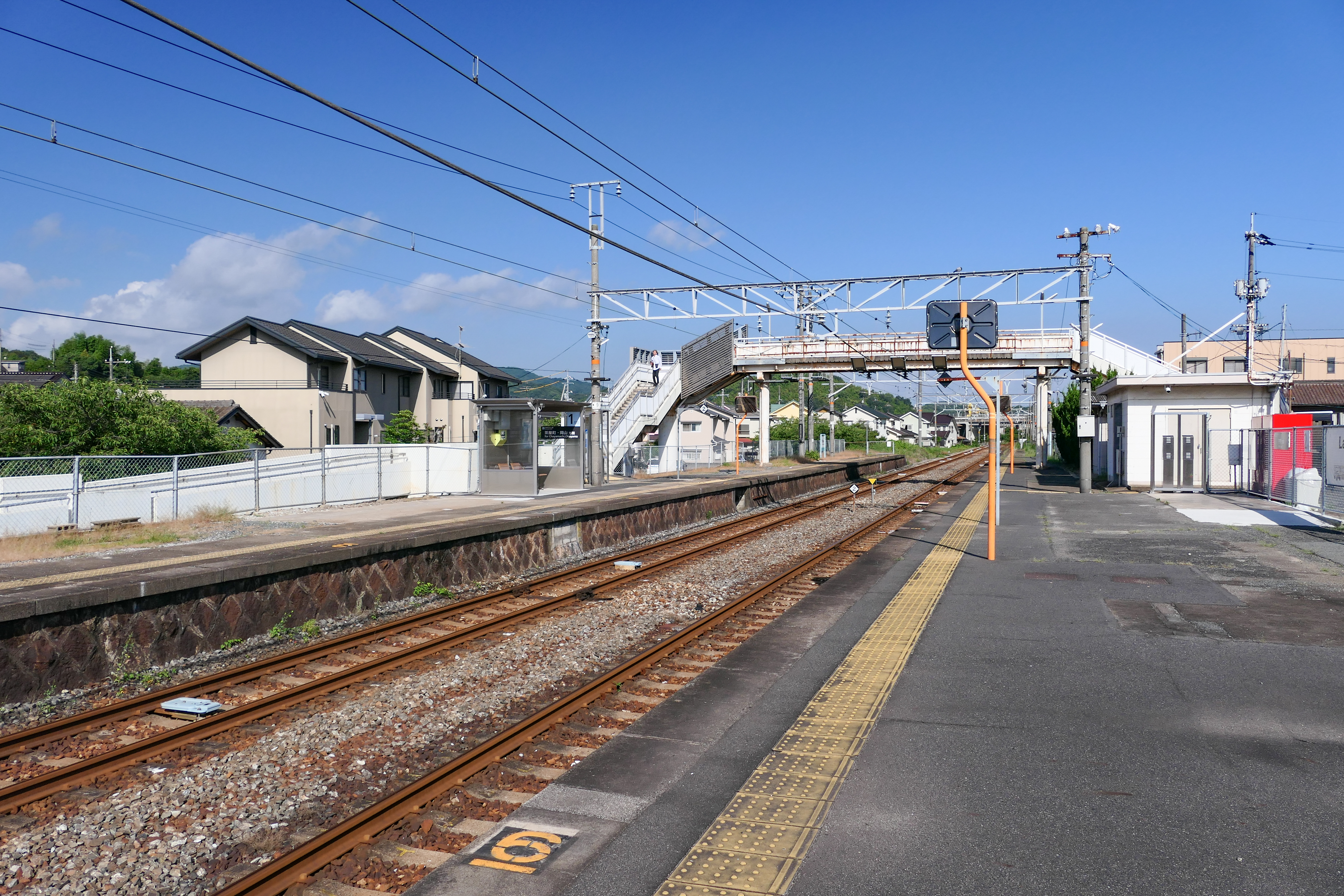
ホーム（2023年7月）

### 往年の名残
現在は普通電車のみの運転となっているが、宇高連絡船が現役だった頃には優等列車や四国への貨物列車が運転されていた名残で、行き違いの線路有効長が長い。有人駅時代の駅舎の跡地や、貨物扱いをしていた名残の跡地も下りホーム宇野側に残っている。

## 利用状況
1日の平均乗車人員は以下の通りである。
| 乗車人員推移 | 乗車人員推移 |
| 年度         | 1日平均人数  |
| ------------ | ------------ |
| 1999         | 321          |
| 2000         | 337          |
| 2001         | 327          |
| 2002         | 295          |
| 2003         | 278          |
| 2004         | 266          |
| 2005         | 271          |
| 2006         | 259          |
| 2007         | 263          |
| 2008         | 255          |
| 2009         | 251          |
| 2010         | 262          |
| 2011         | 280          |
| 2012         | 288          |
| 2013         | 295          |
| 2014         | 281          |
| 2015         | 309          |
| 2016         | 297          |
| 2017         | 299          |
| 2018         | 292          |
| 2019         | 282          |
| 2020         | 253          |
| 2021         | 272          |

## 駅周辺
駅前には、タクシー乗り場、駐車場、駐輪場、ポスト、公衆電話がある。
- 彦崎郵便局
- 中国銀行彦崎支店
- マルナカ彦崎店（スーパーマーケット）
- 彦崎貝塚（縄文時代の遺跡）
- 灘崎町町民体育センター
- 岡山市立彦崎小学校
- 岡山県道21号岡山児島線
- 岡山県道22号倉敷玉野線
- 下電バス彦崎跨線橋バス停
- 本四備讃線植松駅 - 西に徒歩約10 - 11分[6]

## 隣の駅
西日本旅客鉄道（JR西日本）
 宇野みなと線（宇野線）
茶屋町駅 (JR-L08) - 彦崎駅 (JR-L09) - 備前片岡駅 (JR-L10)